# زاك جونسون
زاك جونسون (بالإنجليزية: Zach Johnson)‏ هو لاعب غولف أمريكي، ولد في 24 فبراير 1976 في آيوا سيتي في الولايات المتحدة.

## وصلات خارجية
- الموقع الرسمي
- زاك جونسون على موقع رابطة لاعبي الغولف المحترفين (الإنجليزية)
- زاك جونسون على موقع التصنيف العالمي الرسمي للغولف (الإنجليزية)
- زاك جونسون على موقع إن إن دي بي (الإنجليزية)